# 수단의 역사

2011년 남수단 독립 지도

수단의 역사는 2011년에 독립한 남수단을 포함한 수단의 영토를 가리킨다. 수단의 영토는 "수단"이라는 용어로도 알려진 더 큰 아프리카 지역에 속한다. 이 용어는 "흑인의 땅"에서 유래했으며 , 때때로 서아프리카와 중앙아프리카의 사헬 지역을 가리키는 말로 더 널리 사용되어 왔다.
현재의 수단 공화국은 1956년에 세워졌고 1899년에 세워진 앵글로-이집트 수단으로부터 국경을 물려받았다. 1899년 이전 시대에는 수단이라는 용어가 주로 터키 수단과 마흐디스트주에 사용되었고, 북쪽의 이집트와 현대의 우간다, 케냐, 에티오피아와 인접한 남쪽의 지역들 사이에 더 넓고 변화하는 영토가 사용되었다.

## 선사 시대
기원전 8천년 경, 신석기 문화를 갖고 있던 사람들이 정착생활을 시작했다. 그들은 요새화된 흙벽돌의 도시에서 살았고, 나일강에서 어업과 사냥을 하며 곡물을 모으고 가축을 쳤다. 기원전 5천년 경, 사하라 사막 지역에서 온 이주민들이 신석기민들을 나일 강 계곡으로 데리고 왔고, 농업을 알려주었다. 이와 같이 문화적, 인종적으로 뒤섞여 발전한 사회 체계는 세기를 넘어 기원전 1700년 경, 쿠시 왕국이 된다.(수도는 케르마)
인류학적, 고고학적 연구는 이집트 왕조 이전의 누비아와 나가다의(Nagadan) 상 [[]]는 인종적으로, 문화적으로 아주 동일했음을 가리킨다. 따라서 기원전 3300년에 동시에 파라오 제도가 발전했다.

## 쿠시 왕국
쿠시 왕국은 고대 누비아 국가로서 청 나일 강과 백 나일 강, 앗바라(Atbara) 강과 나일 강의 합류점의 중심에 자리잡고 있었다. 쿠시왕국은 청동기 시대가 끝나고 이집트 신왕국의 분열 이후에 세워졌으며 건국 초기에 나파타(Napata)에 중심을 두었다.
쿠시인인 카시타(Kashta)왕이 기원전 8세기에 이집트를 침공한 이후, 아시리아가 그들을 쫓아낼 때까지 쿠시인 파라오가 25번째 왕조로서 이집트를 다스렸다. 최고의 전성기 때, 쿠시인들은 지금 남 코도판(South Kordofan)으로 알려져 있는 지역부터 시나이반도까지 뻗어져 있는 제국을 지배했다. 피예(Piye) 왕은 근동까지 제국을 확장시키려 했으나, 아시리아 왕 사르곤 2세에게 좌절당했다. 쿠시 왕국은 아시리아의 분노로부터 이스라엘인들을 구원하는 것으로 성경에 등장한다. 비록 포위군 사이에 돌았던 전염병이 이스라엘 함락 실패의 주원인으로 기록되어 있지만 말이다.
타하르카(Taharqa)왕과 아시리아 왕 세나케립(Sennacherib) 사이에 전쟁이 벌어진 전쟁은 서양사에 결정적인 사건이었다. 또한 누비아인들이 아시리에에게 근동에 발판을 얻으려는 데에 실패한 사건이기도 하다. 세나케립의 후계자 에살하돈(Esarhaddon)은 한 술 더 떠서 이집트를 직접 침공해 타하르카 왕을 폐위시키고 누비아인들을 이집트에서 완전히 몰아내었다. 타하르카는 고향으로 도망가 2년 후에 사망했다. 이집트는 아시리아의 식민지가 되었다. 타하르카를 계승한 탄타마니(Tantamani) 왕은 이집트를 재탈환을 단호히 시도한다. 에살하돈은 그를 쫓아내기 위해 아시리아의 수도였던 니느웨를 떠날 준비를 하다 죽는다. 그러나 그의 후계자였던 아슈르바니팔(Ashurbanipal)이 남이집트로 대군을 탄타마니에게 보내어 누비아 제국의 재부흥의 모든 희망을 종결시킨다.
고전시대에 누비아의 수도는 메로에(Meroë)였다. 초기 그리스의 지리학에선 메로에 왕국이 에티오피아로 알려져 있었다.(이 용어는 누비아인들을 만났던 아시리아인들이 또한 먼저 사용했다) 쿠시 문명은 철기 제련 기술을 사용하던 세계 최초의 문명 중 하나이다. 메로에에 있던 누비아 왕국은 기원후 4세기까지 존속했다. 쿠시 제국의 멸망 이후 몇몇 나라들이 전의 영토에서 세워졌고 그 중에 누비아도 있었다.

## 기독교와 이슬람
6세기 경, 메로에 왕국의 정치적 문화적 후계자로서 50개의 국가가 세워졌다. 발라나(Ballanah)로도 알려져 있는 북쪽의 노바티아(Nobatia)는 파라스(Faras)에 수도를 두었다. 가운데에 있는 왕국 무쿠라((Muqurra) 혹은 마쿠리아(Makuria))는 퉁굴(Tungul(고 동골라(Old Dongola))에 중심을 두고 있었고, 현재의 둥쿨라(Dunqulah)의 13km쯤 남쪽에 있다. 그리고 옛 메로에의 심장부에 있는 알라와(혹은 알로디아)는 사바((Sawba) 혹은 소바)에 수도를 두었다.(현재 카르툼의 교외지역) 세 왕국 모두에서, 군사 귀족들이 비잔틴 왕궁에서 경쟁하던 그리스인 관리들이 있는 왕궁에서 메로에 사람들을 다스렸다. 기원후 540년 경, 비잔틴 황후 테오도라가 보낸 선교사가 노바티아에 도착해 기독교를 설파하기 시작했다. 바크트(al-bapt 혹은 팍툼(pactum))으로 알려져 있는 첫 번째 정기 갱신 조약을 맺는다. 이 조약은 두 민족간의 관계를 678년 동안이나 조정해 왔다. 이슬람은 긴 시간에 거쳐 이종결혼(intermarriage)과 아랍 상인들, 수피교 수행자와 정착자들과의 접촉을 통해 지역에 스며들었다. 추가적으로 무슬림 통치 아래 있던 지역의 감세 혜택도 개종의 강력한 동기가 되었다. 1093년에 누비아 왕족 혈통의 무슬림 왕자가 둥쿨라의 왕위에 올랐다. 누비아에서 나타난 가장 중요한 두 아랍 부족은 잘리(Jaali)와 주하이나(Juhayna)였다. 오늘날의 북수단 문화에서도 자주 누비아와 아랍의 문화 요소가 섞여 있는 것을 볼 수 있다.
16세기 경, 푼지족(Funji)은 아마라 둔쿠스(Amara Dunqus)라는 지도자 아래 남 누비아에서 나타나 오래된 크리스천 왕국인 알와의 일부를 탈취해 앗살타나 앗자르카(푸른 술탄국) 혹은 센나르 술탄국(Sultanate of Sennar)이라 불리는 나라를 세웠다. 푸른 술탄국은 결국 푼지(Funji) 제국의 뼈대가 된다. 16세기 중반, 센나르는 상 메소포타미아를 조종해 제후국들과 북에선 동골라부터 남에는 우림에 있는 부족들에게 충성을 명령했다. 정부는 후계 분쟁과 왕족의 쿠테타가 계속되어 상당히 약해졌다. 1820년, 이집트의 무함마드 알리가 수단을 침공하기 위해 4천명의 군사를 보냈다. 그의 군대는 마지막 푼지 술탄 바디 7세에게 센나르의 항복을 받아냈다.

## 오스만 통치기와 마흐디 수단
1821년, 이집트의 오스만 총독이었던 무함마드 알리가 북수단을 침공하여 정복한다. 비록 공식적으론 오스만 술탄 아래에 있는 총독이었지만 무함마드 알리는 사실상 독립 이집트의 지배자라고 스스로 생각하였다. 그의 영토에 수단을 넣기 위해 눈여겨 보던 중, 그의 셋째 아들 이스마일을 수단을 정복하기 위해, 또한 그 후에 이집트에 병합하기 위해서 보낸다(후술할 이스마일 파샤와 혼동하지 말 것). 이 정책은 이브라힘의 아들 이스마일 1세에 의해 증강, 확장되어 오늘날 수단의 대부분이 정복되어 그의 통치를 받게 된다.
이집트 정부는 수단의 기반 시설에, 특히 관개시설과 솜 공업을, 눈에 띄는 개량을 이뤄냈다(대부분 북쪽). 1879년, 열강들은 이스마엘을 강제로 폐위시키고 그의 아들 튜픽(Tewfik) 1세를 왕위에 앉혔다. 튜픽의 부패와 부당한 통치는 오라비 폭동을 야기했고 이는 총독의 목숨까지 위협했다. 튜픽은 그 후 1882년에 이집트를 점령한 영국에 도움을 요청했다. 수단은 총독정부와 그 관리들의 부패와 부당한 통치의 손에 남았다.
총독정부기에 넓게 퍼진 반정부자들은 대부분에 활동에 지워진 모진 세금 때문에 일어났다. 관개수와 농지에 대한 징세가 너무 높아 대부분의 농부들이 그들의 농지와 가축을 버렸다. 1870년대, 유럽의 노예무역 금지법은 북수단의 경제에 역효과를 낳았고, 마흐디 세력의 부흥을 촉진시켰다. 마흐디(안내받은 자)인 무함마드 아마드 빈 아브드 알라는 안사르(그의 추종자)가 되라고 제안했고 그에게 항복한 자들은 이슬람을 받아들이거나 죽음을 맞아야 했다. 마흐디 정부는 전통적인 샤리아 이슬람법을 강요했다.
1881년 6월에 있었던 그의 마흐디 정부 선포로부터 1885년 1월의 카르툼 함락까지 무함마드 아마드는 수단의 터키-이집트 정부를 상대로 훌륭한 군사작전을 이끌었다. 무함마드 아마드는 1885년 1월 22일에 죽었으며, 이는 카르툼을 정복한지 단지 6개월이 된 후였다. 그의 부관들 사이에서의 세력 대결 이후, 압달라히 이븐 무함마드, 서수단의 바카라 아랍인들(Baqqara Arabs)의 도움을 크게 받아 나머지 세력의 반대를 이겨내고 확고한 마흐디 정부의 지도자가 된다. 그의 힘을 통합한 이후, 압달리 이븐 무함마드는 마흐디의 칼리파(계승자)라는 명칭을 사용하고, 행정부를 설치했으며, 안사르(대부분이 바카라족이었다)를 여러 지방의 토후로서 임명했다.
지역 간의 관계는 대부분의 마흐디 정부 시대에 여전히 긴장되어 있었고 가장 큰 이유는 칼리파가 자신의 통치가 온 나라에 뻗을 수 있도록 사용한 잔인한 수단 때문이었다. 1887년, 6만 명의 안사르 군대가 에티오피아를 침공해 곤다르(Gondar)까지 침투하였다. 1889년 3월, 에티오피아의 왕 요한네스 4세는 메테마(Metemma)로 진격하였다. 하지만 요한네스가 전사한 후, 에티오피아 군대는 철수하였다. 칼리파의 장군인 누주미(Nujumi)였던 압드 아르 라만(Abd ar Rahman) 1889년에 이집트로의 침공을 시도하였으나 영국인들이 이끈 이집트 병사들이 투쉬카(Tushkah)에서 안사르를 격파하였다. 이집트 침공의 실패는 안사르가 무적이라는 생각을 깨개 만들었다. 벨기에는 마흐디의 군사들이 에콰토리아(Equatoria)를 정복하는 것을 막았고 1893년엔 이탈리아군이 에리트리아(Eritrea)에 있는 아코르닷(Akordat)을 공격한 안사르를 격퇴했다.
1890년대, 영국은 한 번 더 수단을 공식적으론 이집트 총독의 이름으로 다스리는 정부 아래 두고 싶어했지만 사실상 식민지로 삼으려 했다. 1890년대 초반, 영국, 프랑스, 벨기에의 영토 주장은 나일 강 원류에서 겹치게 되었다. 영국은 다른 열강들이 전에 이집트와 합병되었던 수단 땅을 차지할까봐 두려워했다. 이러한 정치적 고려와는 별개로, 영국은 아스완에 있는 계획적인 관개 댐을 보호하기 위해서 나일 강 전체를 통제하기 원했다.
키치너(Kitchener) 경은 마흐디 정부군을 상대로 1896년부터 1898년까지 군사 작전을 펼쳤다. 키치너의 작전은 1898년 9월 2일에 있었던 옴두르만(Omdurman) 전투에서의 대승에서 절정을 찍는다.

## 영국-이집트 수단
1899년, 영국과 이집트는 이집트에서 임명한 총독을 영국이 승인하는 식으로 선출한 총독이 수단을 운영하는 것에 찬성했다. 실제로는 수단은 영국의 식민지로서 효율적으로 통치되었다. 영국은 매우 날카롭게 움직였고, 나일 강 계곡을 이집트 정권 하에 두었으며, 두 국가가 앞으로 연합할 모든 시도를 무산시키려고 노력했다.
제2차 세계 대전에서 수단은 동아프리카 작전에 있어서 직접적으로 참전했다. 1925년에 창설된 수단방위군(SDF: Sudan Defence Force)은 1940년에 있었던 이탈리아 동아프리카(이탈리아군에게 점령되어 있던 카살라(Kassala)와 다른 국경지대)의 초기 침입에 대한 응전에 중추적인 역할을 했다. 1942년, 수단방위군은 또한 영국과 영연방 군대의 이탈리아 식민지 침공에 참전했다. 1924년부터 1956년의 독립까지, 영국은 수단을 통치하기 위해 두 구역, 남북을 따로 나눠 운영하는 정책을 실시한다. 마지막 영국 총독은 로버트 호(Robert Howe) 경이었다.
계속된 영국의 수단 통치로 인해 이집트에선 가면 갈수록 민족주의자들의 거친 반발이 일어났고 이집트의 민족 지도자들은 수단과 이집트를 하나의 독립연합체로 영국이 인식하도록 압박했다. 1914년, 공식적으로 오스만 통치가 끝난 후, 후세인 카멜은 이집트와 수단의 술탄으로 선포되었다. 그의 후계자는 푸아드 1세(Fuad I)였다. 그들은 술탄국을 이집트-수단 왕국으로 명칭을 바꾸고 나서도 하나의 이집트-수단 국가를 고집했으나, 영국은 이러한 독립시도를 계속해서 좌절시켰다.
1952년에 있었던 이집트 혁명은 마침내 수단의 독립을 향한 첫걸음을 알렸다. 1953년에 군주제를 폐지했고, 이집트의 새로운 지도자들인 어머니가 수단인인 무함마드 나기브(Naguib), 후에 지도자가 된 가말 압둘-나세르(Gamal Abdel-Nasser)는 영국의 수단 통치를 끝낼 유일한 방법은 이집트가 공식적으로 수단에 대한 영유권을 포기하는 것이라 믿었다. 추가적으로, 나세르는 이집트가 독립 이후에 빈곤한 수단을 통치하는 것이 어렵다는 것을 알고 있었다.
한편으로 영국은 수단 독립을 위한 이집트의 압력에 저항할 수 있다고 보이는 마흐디의 후계자인 사이드 압둘 라흐만(Sayyid Abdel Rahman)정치적, 재정적 지원을 계속했다. 라흐만은 이집트의 압력에 저항할 수 있었으나 정치적 기량부족으로 인해 북부와 중앙 수단에서의 지지를 얻지 못하는 점은 그의 정권을 괴롭혔다. 이집트와 영국은 거대한 정치적 불안정함을 감지하고 북수단과 남수단의 주민들이 영국의 철수를 원하는지 자유 투표를 할 수 있도록 선택했다.

## 독립
민주의회의 구성은 투표를 통해 수행되었다. 이스마엘 알아즈하리(al-Azhari)는 첫 번째 수상으로 당선되었고 수단의 첫 현대정부를 이끌었다. 1956년 1월 1일, 국민의 궁전에서 이집트와 영국 국기가 내려가고 새로운 수단의 국기가 개양되는 역사적인 의식이 열렸다.
1969년 5월 25일 불만이 절정에 달하고 두 번째 쿠데타가 일어났다. 쿠데타 지도자인 가파르 니메이리(Gaafar Nimeiry) 대령은 수상이 되었고, 새로운 정부는 의회를 해산하고 모든 정당을 불법화했다.
군대안의 공산주의자와 반공주의자간의 분쟁 요소들은 1971년 수단 공산당이 이끈 짧은 기간 성공적인 쿠데타를 낳았다. 하지만 며칠 이후, 반공군인들이 다시 니메이리의 권력을 회복시켰다.
1972년, 아디스 아바바 협약(Addis Ababa Agreement)은 남북내전과 자치를 중단시켰다. 이 협약은 10년 동안 내전 중단을 이끌었다.
1970년대 초까지 수단의 농업생산물을 대부분 내부 소비에 사용됐다. 1972년 수단 정부는 더 친서방적이 되었고 식량 수출과 환금 작물을 위한 계획을 세웠다. 그러나 1970년대에 있었던 원자재 가격 감소는 수단의 경제 문제를 일으켰다. 동시에 농업 기계화에 든 돈 때문에 상환할 빚이 늘었다. 1978년 IMF는 구조조정안을 정부와 협상했다. 이것은 기계화된 농업 수출을 더욱 촉진시켰다. 이것은 수단 목축민에게 큰 경제적 곤란을 일으켰다.(누바인 참고)
1976년 안사르는 많은 희생자를 낳았지만 실패한 쿠데타 시도를 시작했다. 1977년 7월 니메이리 대통령 안사르 지도자 사디크 알마흐디를 만나 화해의 길을 열였다. 수많은 정치범을 석방시키고 8월에는 니메이리 정부의 모든 반대자에 대한 대사면을 선포했다.
1989년 6월 30일 오마르 알바쉬르 대령이 무혈 쿠데타를 이끌었다. 신군부는 정당을 해산하고 이슬람 율법을 국가 차원의 법리로 삼았다. 나중에 알바쉬르는 군상관들을 숙청하였으며 조합과 정당, 독립신문사들을 추방시키고, 대표적인 정치 인물들과 기자들을 구금했다. 1993년 10월 16일 그는 자신을 대통령에 임명하고 혁명사령위원회를 해산시켰다. 동시에 그는 위원회의 행정력과 입법력을 장악했다.
1996년 보통선거에서 오마르 알바쉬르는 합법적인 유일한 후보였다. 수단은 국가의회당(NCP: National Congress Party) 하의 일당국가가 되었다. 1990년대 국회의장이었던 하산 알투라비는 이슬람 근본주의 집단들과 연락을 취하고 오사마 빈 라덴을 국가로 초청했다. 그 뒤에 미국은 수단을 테러지원국으로 리스트에 올렸다. 미국은 수단을 상대로 전쟁을 시작했고 1998년 수단을 폭격했다. 후에 알투라비의 영향력은 약해졌고 국제적으로 고립된 상황을 바꿔보려는 더 많은 실용적인 지도자들이 지지를 얻었다. 수단은 이집트의 이슬람 지하드 세력을 추방시키고 빈 라덴을 떠나게 조장함으로서 비판자들을 진정시키기 위해 노력했다.
2000년 대선 이전, 알투라비는 대통령의 권한을 줄이는 법안을 발의하고 의회를 해산하고 국가비상령을 선언하도록 유도했다. 알투라비가 대통령 재선 캠페인 거부를 촉구하고, 수단인민해방군과 협정을 채결하고 있을 때, 알바쉬르는 그들이 자신과 정부를 전복시킬 음모를 꾸미고 있다고 의심했는데, 그로 인해 그 해 알투라비는 투옥되었다.
2003년 2월, 수단자유운동/군(SLM/A)과 정의와평등운동(JEM) 다푸르 지부는 무장을 해 수단 아랍인들을 위하여 비아랍 수단인을 탄압하는 수단 정부를 고소하면서 다푸르에서의 전쟁을 촉발시켰다. 이 갈등을 학살로서 묘사했고 국제사법재판소(ICC)가 알바쉬르에게 두 개의 영장을 발부했다. 잔자위드(Janjaweed)로 알려진 아랍어 사용자 유목민 시민군은 많은 잔혹행위로 기소되었다.
2005년 1월 9일 나이로비종합평화협정은 수단인민해방운동(SPLM)과 정부 사이에서 채결되었고 제2차 수단 내전을 종결시키는 것을 목표로 하였다. 유엔수단위원회(UNMIS)는 유엔안보리 1590 결의안을 통해 생필품을 지원하기로 했다. 평화협정은 2011년 국민투표를 이끌었는데, 그 결과는 남수단의 분리독립이었다. 아브예이(Abyei)의 지역은 미래에 국민결의로 남겨놓았다. 수단인민해방군(SPLA)은 동부전선에서의 최초 구성원이었으며, 동수단에서 활동하는 반군들의 연합이었다. 평화협정 이후, 2004 2월에 합병한 대(大)하우사와 소(小)라샤이다 자유 사자들(smaller Rashaida Free Lions)와 함께 있는 베자 의회가 수단인민해방군의 자리였던 동수단을 차지했다. 2006년 10월 14일 수단 정부와 동부전선 간의 평화 협정이 아스마라에서 이뤄졌다.
2006년 5월 5일, 3년간의 분쟁을 끝내는 다푸르 평화 협정을 채결하였다. 아드레 전투 이후에 터진 차드-수단 분쟁(2005-2007)은 차드의 선전포고로 이어졌다. 2007년 5월 3일, 수단과 차드의 지도자들은 1000km의 국경을 끼고 한 다푸르 분쟁으로 인해 발발한 전쟁을 휴전하는 협정을 사우디아라비아에서 체결하였다.
2007년 7월 수단에 홍수가 덮쳐 400,000명이 직접적인 피해를 입었다. 2009년부터 계속된 연속적인 수단의 유목민 부족과 남수단의 갈등으로 인해 수많은 사상자를 낳았다. 2010년대, 석유가 풍부한 아비에이 지역에 있었던 분쟁으로 시작된 수단군과 수단혁명전선 사이에 있었던 수단 내분은 결과적으로 남수단의 독립을 이끌었다. 비록 또한 명목상으로는 해결된 다푸르 분쟁과 연관되어 있긴 하지만 말이다.

## 같이 보기
- 수단의 총리
- 수단의 대통령

## 추가 자료
- Abbas, Mekki.  The Sudan question: the dispute over the Anglo-Egyptian condominium, 1884-1951 (1952)
- Duncan, J.S.R. The Sudan: a record of achievement (1952), from the British perspective
- Gee, Martha Bettis (2009). 《Piece work/peace work : working together for peace and Sudan : mission study for children and teacher’s guide》. Women’s Division, General Board of Global Ministries, United Methodist Church. ISBN 978-1-933663-34-0.
- Holt, P.M., and M.W. Daly. History of the Sudan: From the Coming of Islam to the Present Day (6th es. 2011)
- Kramer, Robert S. ed.  Historical Dictionary of the Sudan (2nd ed. 2013) excerpt and text search
- Warburg, Gabriel. Sudan Under Wingate: Administration in the Anglo-Egyptian Sudan (1899-1916) (1971)
- Woodward, Peter. Sudan 1898-1989 the Unstable State (1990)
- Woodward, Peter, ed. Sudan After Nimeiri (2013); since 1984 excerpt and text search